# Empedaula insipiens
Empedaula insipiens är en fjärilsart som beskrevs av Edward Meyrick 1918. Empedaula insipiens ingår i släktet Empedaula och familjen stävmalar. Inga underarter finns listade i Catalogue of Life.